# Мисс Вселенная 2008

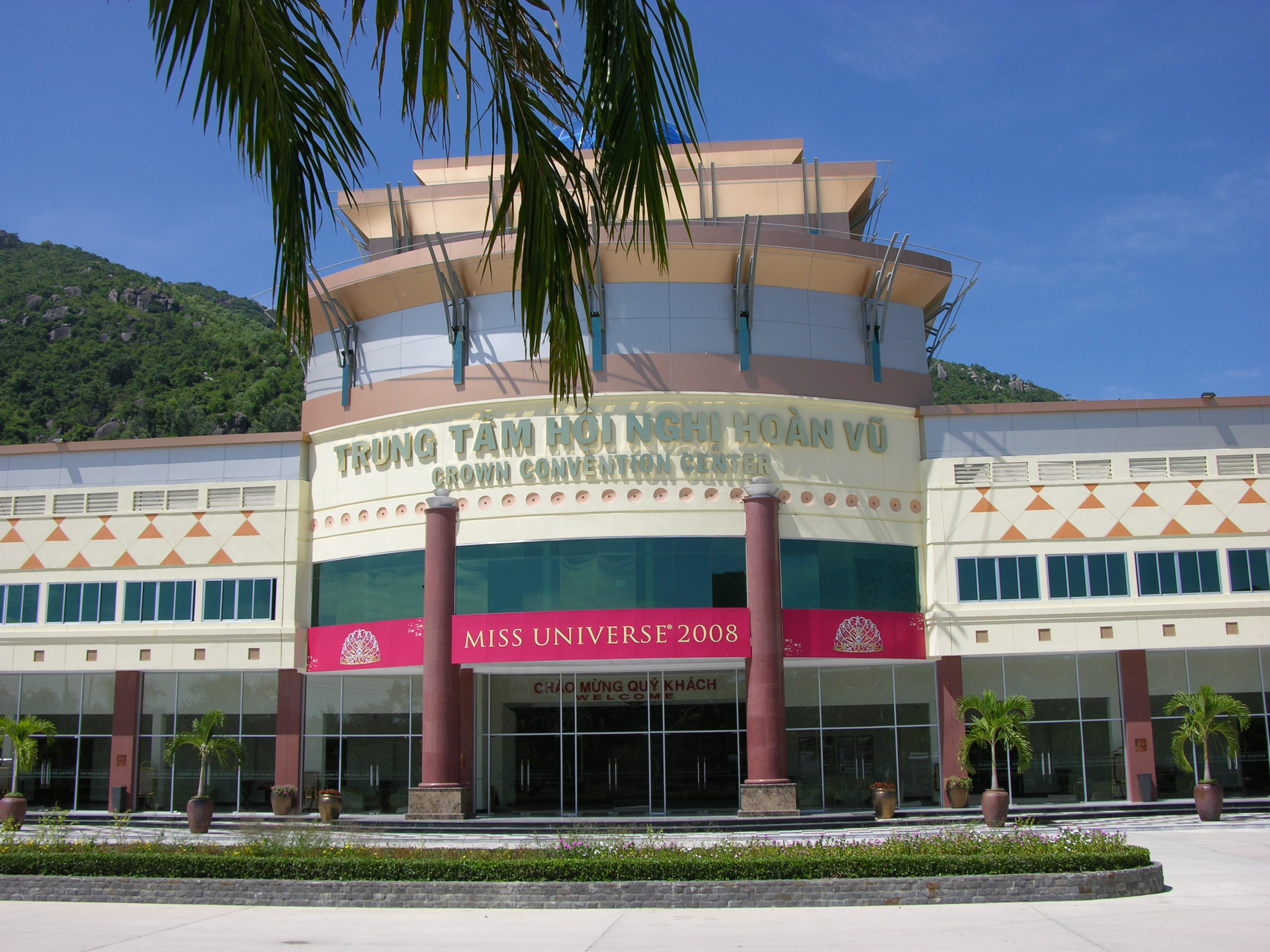
Crown Convention Center, Нячанг

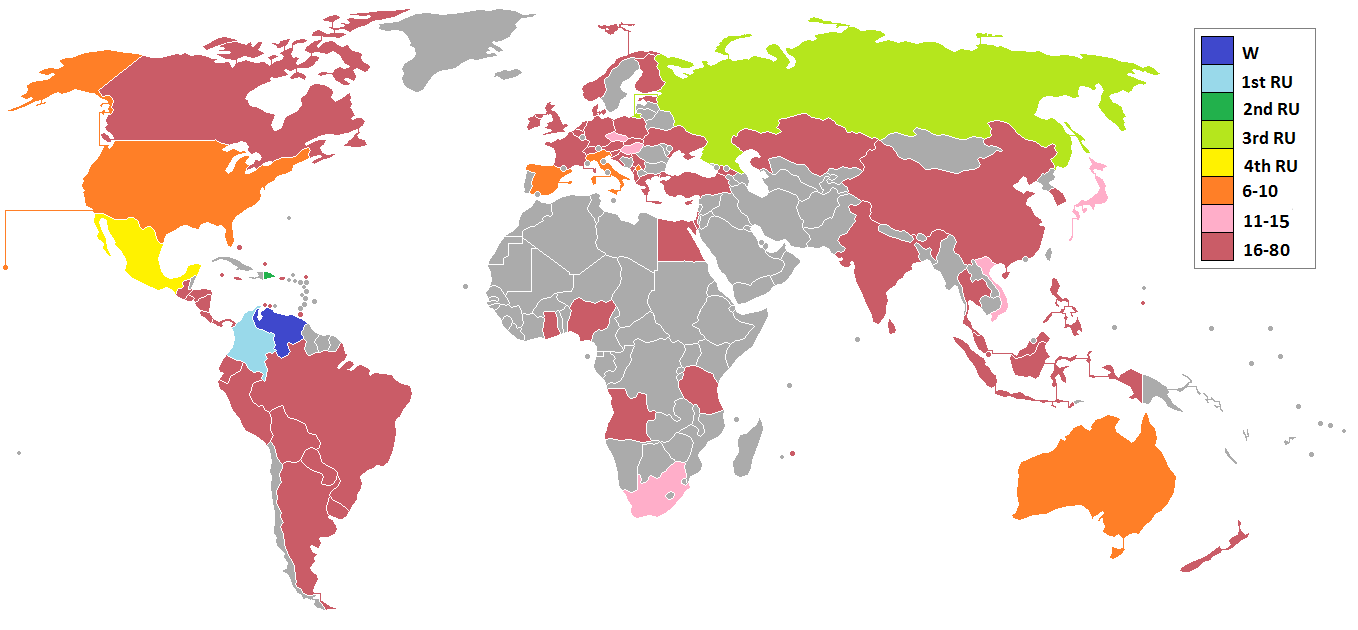
Страны-участницы конкурса «Мисс Вселенная» 2008 года

Мисс Вселенная 2008 (англ. Miss Universe 2008) — 57-й ежегодный конкурс красоты, который прошёл 14 июля 2008 года в отеле Diamond Bay Resort во вьетнамском городе Нячанг. Там действующая обладательница титула, японка Риё Мори, передала корону своей преемнице, представительнице Венесуэлы Дайане Мендосе. В конкурсе приняли участие более 80 участниц со всего мира. Мероприятие транслировалось компаниями NBC и Telemundo на 180 стран.

## Топ-15
До финала все участницы прошли отборочные туры в купальниках и вечерних платьях в ходе предварительного конкурса. Они также участвовали в интервью с судьями.
В финале 15 участниц, выбранных судьями (на основе баллов, полученных на предварительных выступлениях), соревновались в конкурсе купальников, а 10 из них (на основе оценки конкурса в купальниках) соревновались в вечернем платье. В финале 5 участниц (на основе индивидуальных оценок конкурса в вечерних платьях) приняли участие в заключительном раунде на этапе собеседования, и в итоге была выбрана победительница конкурса.
Это был второй год, начиная с 2002 года, когда судьи были показаны по телевидению.

### Специальные награды
| Награда                    | Участница                      |
| -------------------------- | ------------------------------ |
| Мисс Конгениальность       | - Сальвадор — Ребека Морено    |
| Лучший национальный костюм | - Таиланд — Гавинтра Пхотиджак |

## Судьи
- Роберто Кавалли — модельер
- Джо Синк — Президент Американской академии Hospitality Sciences
- Дженнифер Хоукинс — Мисс Вселенная 2004
- Ишаа Копикар — актриса Болливуда
- Louis Licari — Celebrity Hairstylist
- Nguyen Cong Khe — редактор вьетнамской газеты Thanh Nien
- Тарин Роуз — дизайнер обуви
- Дональд Трамп мл. — вице-президент Trump Organization; старший сын Дональда Трампа и совладелец конкурса Мисс Вселенная
- Надин Веласкес — актриса канала NBC

## Фоновая музыка
- Mika, «Love Today» — музыка для конкурса в национальных костюмах;
- Lady GaGa, «Just Dance» — музыка для конкурса в купальниках[2];
- Робин Тик, «Magic» из альбома Something Else — музыка для конкурса в вечерних платьях.

## Результаты

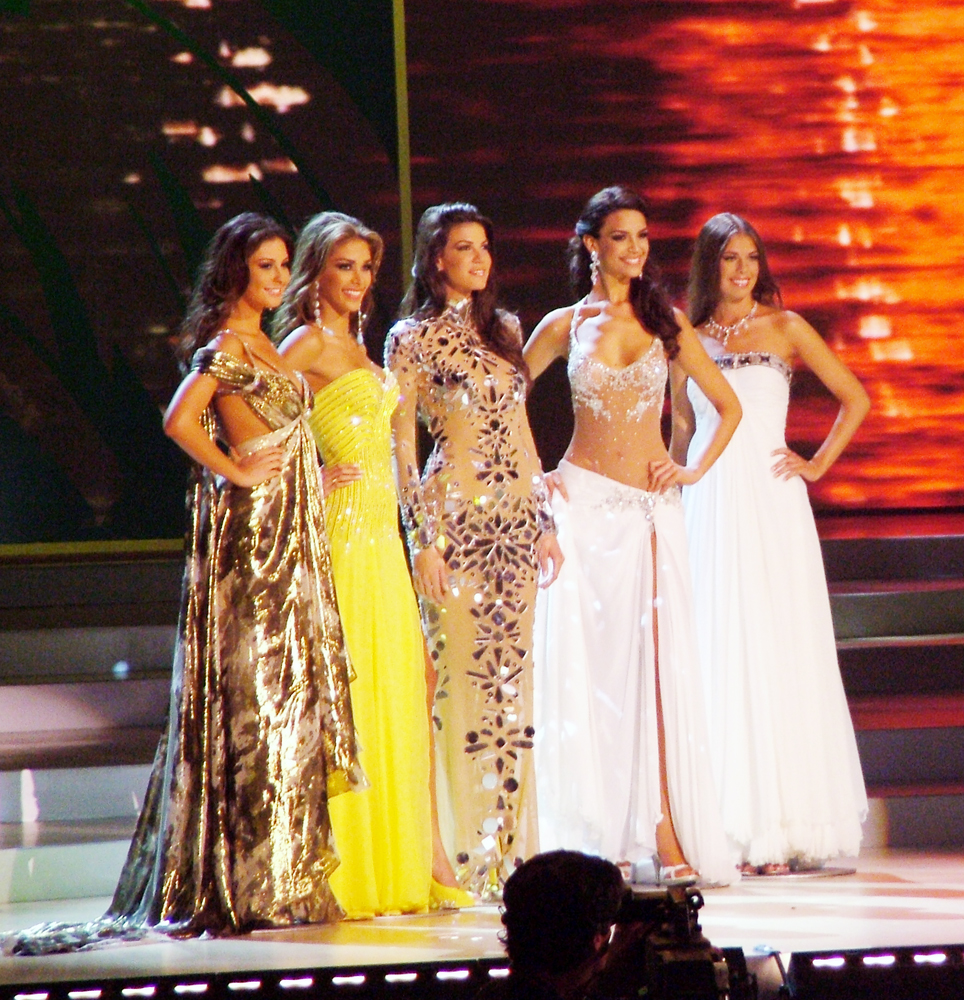
Топ-5 на конкурсе (слева направо: Колумбия, Венесуэла, Доминиканская республика, Мексика, Россия)

### Итоговые места
| Результат           | Участница |
| ------------------- | --- |
| Мисс Вселенная 2008 | - Венесуэла — Дайана Мендоса |
| 1 Вице-Мисс         | - Колумбия — Талиана Варгас |
| 2 Вице-Мисс         | - Доминиканская Республика — Марианна Крус                                                                                       |
| 3 Вице-Мисс         | - Россия — Вера Красова |
| 4 Вице-Мисс         | - Мексика — Элиса Нахера |
| Toп 10              | - Косово — Зана Красники - Испания — Клаудиа Моро - США — Кристл Стюарт - Италия — Клаудиа Феррарис - Австралия — Лаура Дундовик |
| Toп 15              | - Чехия — Элишка Бучкова - Венгрия — Джазмин Даммак - ЮАР — Танзи Коэтзе - Япония — Хироко Мима - Вьетнам — Нгуен Тху Лам        |

## Участницы
| Страна                   | Фото | Участница                                         | Возраст | Рост | Родной город           |
| ------------------------ | ---- | ------------------------------------------------- | ------- | ---- | ---------------------- |
| Австралия                |      | Лаура Дундовик (Laura Dundovic)                   | 22      |      | Сидней                 |
| Албания                  |      | Матильда Месини (Matilda Mecini)                  | 19      | 176  | Тирана                 |
| Ангола                   |      | Леслиана Перейра (Lesliana Pereira)               | 20      | 172  | Мбанза-Конго           |
| Антигуа и Барбуда        |      | Афина Джеймс (Athina James)                       |         |      |                        |
| Аргентина                |      | Мария Беатрис Вальехос (María Beatriz Vallejos)   | 19      | 175  | Мар-дель-Плата         |
| Аруба                    |      | Трэйси Николаас (Tracey Nicolaas)                 | 20      | 170  | Холланд-Таун           |
| Багамы                   |      | Саша Скотт (Sacha Scott)                          | 19      | 173  | Нассау                 |
| Белиз                    |      | Таниша Вернон (Tanisha Vernon)                    | 20      | 175  | Белиз                  |
| Бельгия                  |      | Ализе Пулисек (Alizée Poulicek)                   | 21      | 174  | Юи                     |
| Боливия                  |      | Кэтрин Дэвид Сеспедес (Katherine David Céspedes)  | 19      | 175  | Сан-Игнасио-де-Веласко |
| Бразилия                 |      | Наталия Андерле (Natália Anderle)                 | 22      | 175  | Энкантадо              |
| Великобритания           |      | Лиза Лазарус (Lisa Lazarus)                       | 20      | 177  | Суонси                 |
| Венгрия                  |      | Джасмин Даммак (Jázmin Dammak)                    |         |      |                        |
| Венесуэла                |      | Дайана Мендоса (Dayana Mendoza)                   | 21      | 176  | Каракас                |
| Вьетнам                  |      | Nguyễn Thùy Lâm (Nguyễn Thùy Lâm)                 |         |      |                        |
| Гана                     |      | Иветт Нсиа (Yvette Nsiah)                         | 20      | 170  | Аккра                  |
| Германия                 |      | Мадина Таэр (Madina Taher)                        | 21      | 172  | Эльмсхорн              |
| Гондурас                 |      | Диана Барраса (Diana Barraza)                     | 21      | 175  | Ютикальпа              |
| Греция                   |      | Дионисса Кукиу (Dionissia Koukiou)                |         |      |                        |
| Грузия                   |      | Гванца Дараселия (Gvantsa Daraselia)              |         |      |                        |
| Гуам                     |      | Сьера Робертсон (Siera Robertson)                 |         |      |                        |
| Дания                    |      | Мари Стен-Кнудсен (Marie Sten-Knudsen)            |         |      |                        |
| Доминиканская Республика |      | Марианна Крус (Marianne Cruz)                     | 22      | 179  | Сальседо               |
| Египет                   |      | Яра Наоум (Yara Naoum)                            |         |      |                        |
| Израиль                  |      | Шунит Фараги (Shunit Faragi)                      |         |      |                        |
| Индия                    |      | Симран Каур Мунди (Simran Kaur Mundi)             | 22      | 177  | Мумбаи                 |
| Индонезия                |      | Путри Раемавасти (Putri Raemawasti)               | 21      | 171  | Блитар                 |
| Ирландия                 |      | Линн Келли (Lynn Kelly)                           |         |      |                        |
| Исландия                 |      | Йоханна Вала Йонсдоттир (Johanna Vala Jonsdottir) | 21      | 177  | Рейкьявик              |
| Испания                  |      | Клаудиа Моро (Claudia Moro)                       |         |      |                        |
| Италия                   |      | Клаудиа Феррарис (Claudia Ferraris)               |         |      |                        |
| Казахстан                |      | Альфина Насырова (Alfina Nasyrova)                |         |      |                        |
| Каймановы острова        |      | Ребекка Парчмент (Rebecca Parchment)              | 25      | 177  | Вест-Бэй               |
| Канада                   |      | Саманта Таджик (Samantha Tajik)                   | 25      | 178  | Торонто                |
| Кипр                     |      | Демитра Сергиу (Demitra Sergiou)                  | 23      | 183  | Лимасол                |
| Китай                    |      | Цзыя Вэй (Ziya Wei)                               | 25      | 175  | Чунцин                 |
| Колумбия                 |      | Талиана Варгас (Taliana Vargas)                   | 20      | 176  | Санта-Марта            |
| Коста-Рика               |      | Мария Тереса Родригес (María Teresa Rodríguez)    | 21      | 168  | Алахуэла               |
| Косово                   |      | Зана Красники (Zana Krasniqi)                     | 19      | 170  | Приштина               |
| Кюрасао                  |      | Дженифир Мерселина (Jenyfeer Mercelina)           | 19      | 168  | Виллемстад             |
| Маврикий                 |      | Оливия Кэйри (Olivia Carey)                       |         |      |                        |
| Малайзия                 |      | Леви Ли (Levy Li)                                 |         |      |                        |
| Мексика                  |      | Элиза Нахера (Elisa Nájera)                       |         |      |                        |
| Нигерия                  |      | Стефани Офорка (Stephanie Oforka)                 |         |      |                        |
| Нидерланды               |      | Шарлотта Лаби (Charlotte Labee)                   |         |      |                        |
| Никарагуа                |      | Тельма Родригес (Thelma Rodríguez)                |         |      |                        |
| Новая Зеландия           |      | Саманта Пауэлл (Samantha Powell)                  |         |      |                        |
| Норвегия                 |      | Марианн Биркедал (Mariann Birkedal)               |         |      |                        |
| Панама                   |      | Каролина Дементьев (Carolina Dementiev)           |         |      |                        |
| Парагвай                 |      | Джанинна Руфинелли (Gianinna Rufinelli)           |         |      |                        |
| Перу                     |      | Кэрол Кастильо (Karol Castillo)                   |         |      |                        |
| Польша                   |      | Барбара Татара (Barbara Tatara)                   |         |      |                        |
| Пуэрто-Рико              |      | Ингрид Мария Ривера (Ingrid Marie Rivera)         |         |      |                        |
| Россия                   |      | Вера Красова                                      | 20      | 177  | Москва                 |
| Сальвадор                |      | Ребека Морено (Rebeca Moreno)                     | 22      | 160  | Сан-Сальвадор          |
| Сербия                   |      | Божана Борич (Bojana Borić)                       |         |      |                        |
| Сингапур                 |      | Шениз Вонг (Shenise Wong)                         |         |      |                        |
| Словакия                 |      | Сандра Манакова (Sandra Manáková)                 |         |      |                        |
| Словения                 |      | Анамария Авбель (Anamarija Avbelj)                |         |      |                        |
| США                      |      | Кристл Стюарт (Crystle Stewart)                   | 26      | 175  | Миссури-Сити           |
| Таиланд                  |      | Гавинтра Пхотиджак (Gavintra Photijak)            |         |      |                        |
| Танзания                 |      | Аманда Сулул (Amanda Sulul)                       |         |      |                        |
| Турция                   |      | Синем Сюлюн (Sinem Sülün)                         |         |      |                        |
| Украина                  |      | Элеонора Масалаб                                  | 19      | 178  | Харьков                |
| Уругвай                  |      | Паула Андреа Диас (Paula Andrea Díaz)             | 19      | 176  | Канелонес              |
| Филиппины                |      | Дженнифер Барьентос (Jennifer Barrientos)         |         |      |                        |
| Финляндия                |      | Сату Туомисто (Satu Tuomisto)                     | 21      | 175  | Акаа                   |
| Франция                  |      | Лаура Танги (Laura Tanguy)                        | 20      | 179  | Анже                   |
| Хорватия                 |      | Снежана Лончаревич (Snježana Lončarević)          | 24      | 175  | Загреб                 |
| Чехия                    |      | Элишка Бучкова (Eliška Bučková)                   | 18      | 179  | Стражнице              |
| Швейцария                |      | Аманда Амманн (Amanda Ammann)                     |         |      |                        |
| Шри-Ланка                |      | Аруни Раджапакша (Aruni Rajapaksha)               |         |      |                        |
| Эквадор                  |      | Доменика Сапоритти (Doménica Saporitti)           | 19      | 173  | Гуаякиль               |
| Эстония                  |      | Юлия Ковалёва                                     | 22      | —    | -                      |
| ЮАР                      |      | Танзи Кётци (Tansey Coetzee)                      |         |      |                        |
| Южная Корея              |      | Ли Джи-Сун (Lee Ji-sun)                           |         |      |                        |
| Ямайка                   |      | Эйприл Джексон (April Jackson)                    | 19      | 183  | Очо-Риос               |
| Япония                   |      | Хироко Мима (Hiroko Mima)                         | 21      | 173  | Токусима               |

## События на конкурсе

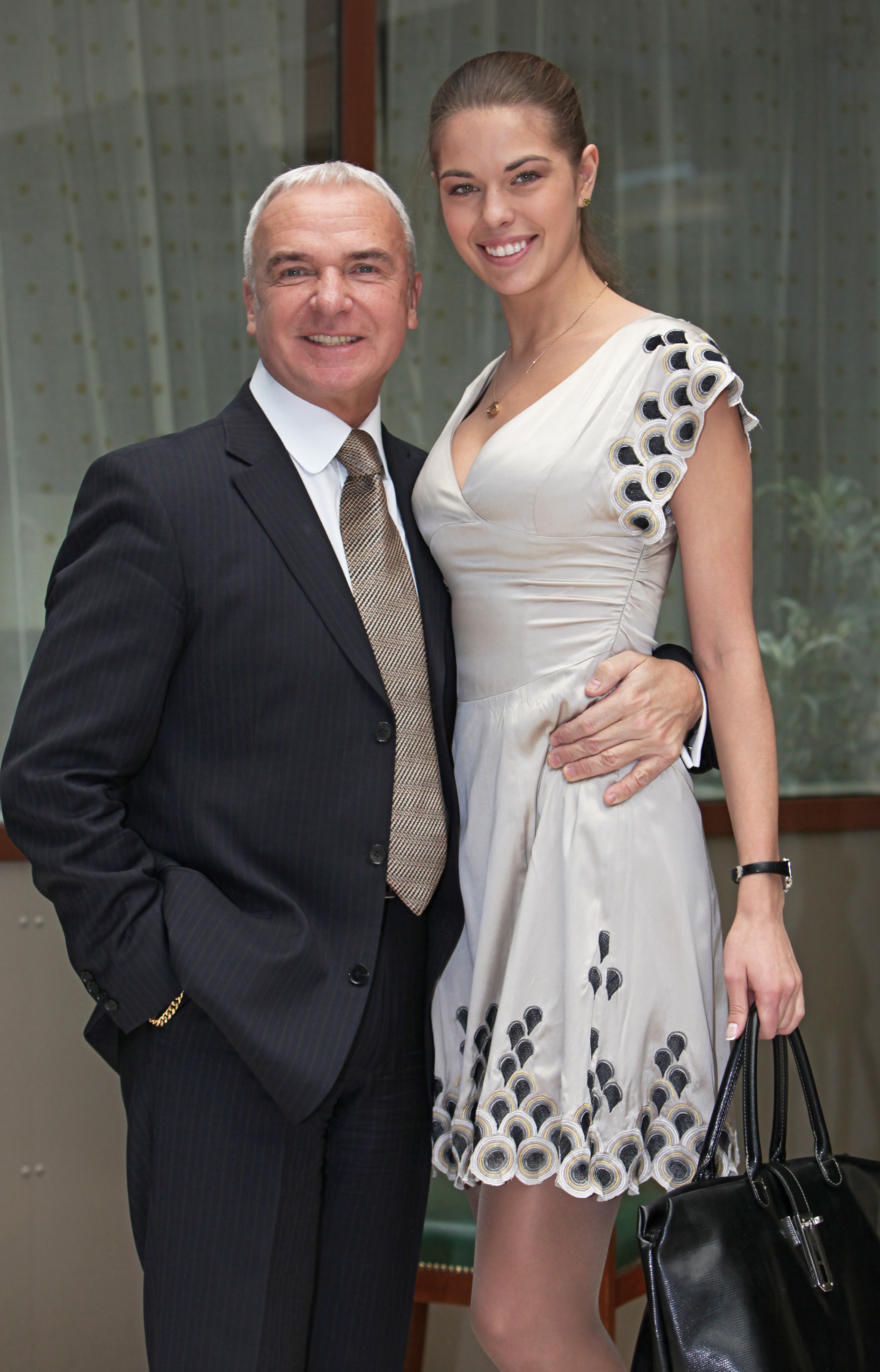
Представительница России

### Страны, вернувшиеся на конкурс
- Гуам последний раз участвовал в конкурсе Мисс Вселенная 2000.[44]
- Нидерланды и Вьетнам последний раз участвовали в конкурсе Мисс Вселенная 2005.
- Каймановы острова, Гана, Ирландия, Шри-Ланка, Трининад и Тобаго, Турция и Великобритания последний раз участвовали в конкурсе Мисс Вселенная 2006.

### Новая корона
Для Мисс Вселенная-2008 была создана новая корона победительницы. Состоящая из белого и жёлтого золота, корона была разработана компанией САО специально для этого мероприятия. С более чем 1000 драгоценных камней, в том числе 44 карата алмазов, корона стоимостью $ 120 000 (долларов США). Дизайн короны очень символичен. Для Вьетнама является символом жёлтое золото — показатель здоровой экономики страны, которое также представляет дух и культуру Вьетнама. Другие цвета для вдохновения и чувства, а центральная часть из золота призвана отражать веру, надежду и единство. Изгибы короны дань для каждой страны, что отражает её рост. Корона быть присуждена только в рамках конкурса в этом году, с оригинальным дизайном Mikimoto с присуждением в следующем году.

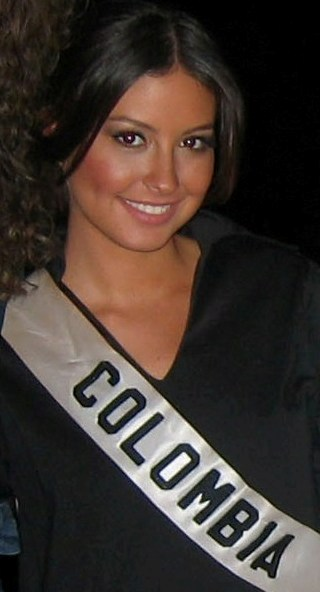
Талиана Варгас, Мисс Колумбия 2007 и первая вице-мисс на конкурсе

### Призы
Дайана Мендоса получила призовой пакет, который включает наличные деньги, 1-летний контракт содействия «Мисс Вселенная», мир путешествий, на безвозмездной основе в престижном районе Нью-Йорка квартиру, подарочный пакет, дизайнерскую обувь, платья, косметику, 100 000 долларов США — стипендия для 2-годичного курса киноакадемии в Нью-Йорке и свободного доступа в известные дома моды и салоны красоты. Мендоса провела свой годичный период в качестве Мисс Вселенная, путешествуя по миру и читая лекции по гуманитарным вопросам и развитию образования в отношении ВИЧ/СПИДа, работая на фонд Организация "Мисс Вселенная".

### Мисс США снова упала на сцене
Мисс США, Кристл Стюарт, поскользнулась и упала с лестницы во время соревнований в вечерних платьях. Это был второй год подряд, когда представительница США упала в вечернем платье. Это также первый раз в истории конкурса участница упала во время выступления в вечернем платье в течение двух последовательных конкурсов, из одной и той же страны. Мисс США 2007, Рэйчел Смит, также упала во время конкурса Мисс Вселенная 2007 в Мексике, что произошло после того, как она вошла в пятерку финалисток. После того как Кристл Стюарт упала, встав, она призвала аудиторию аплодировать, хлопая руками. Она закончила конкурс на восьмом месте.

## Подробнее об участницах

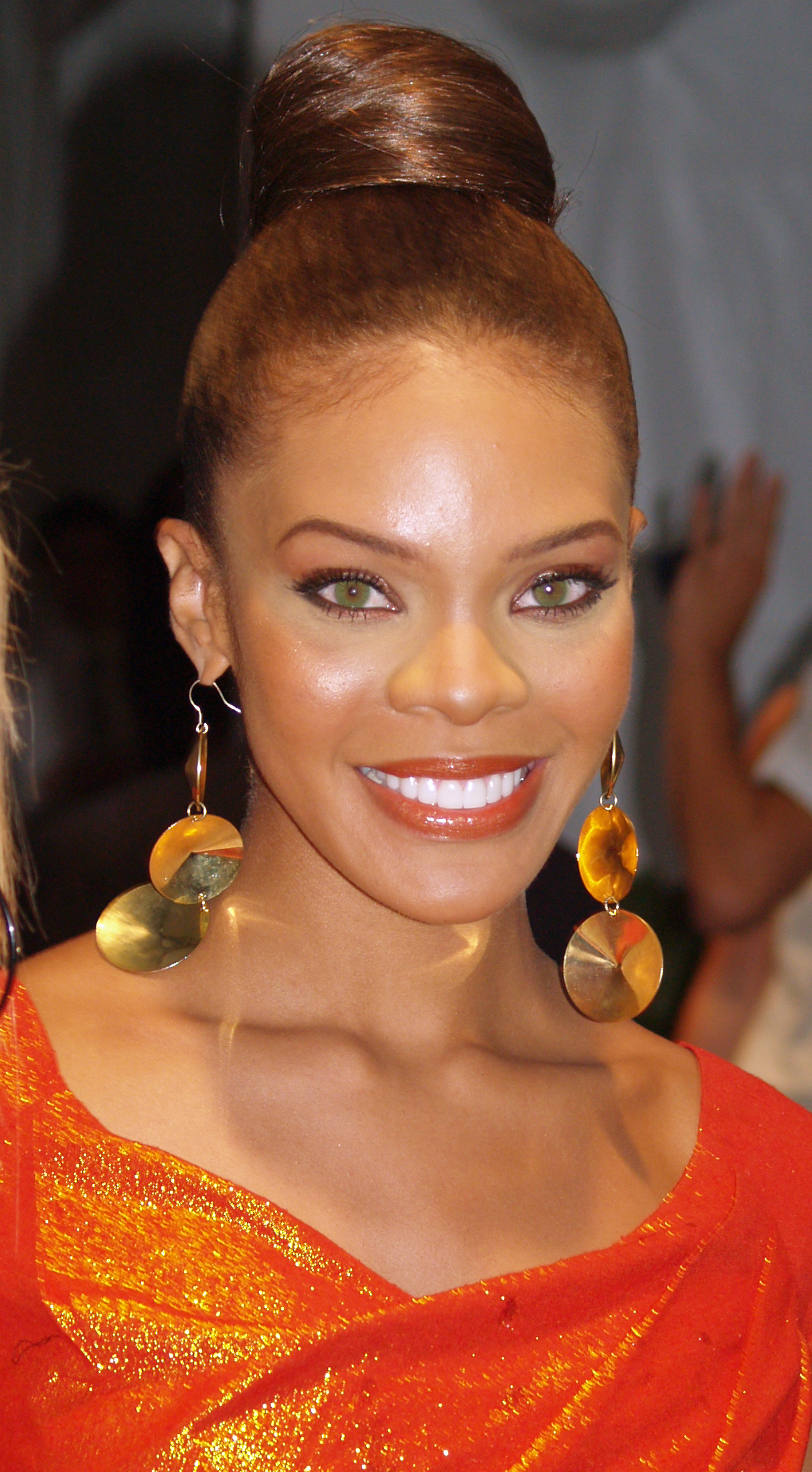
Кристл Стюарт Мисс США 2008 и полуфиналистка

- Представлявшая Францию Лаура Танги на национальном конкурсе стала второй вице-мисс, однако победительница, Валери Бег, из-за скандала была лишена титула[52]. Первая же вице-мисс, Ваинерии Рекийяр, отказалась участвовать в конкурсе «Мисс Вселенная», так как решила продолжать учёбу[53][54].
- Победительница конкурса «Мисс Россия» Ксения Сухинова, которая должна была представлять Россию, также была занята учёбой и была заменена на вице-мисс Веру Красову. Позднее Ксения завоевала корону и титул Мисс Мира 2008.
- Клаудиа Моро, стала представлять страну с получением Титула Мисс Вселенная Италия. Патрисия Родригес, которая получила титул Мисс Испания, сначала была дисквалифицирована из-за того, что она была младше минимального возраста участниц конкурса, но позже ей разрешили представлять Испанию на Мисс Вселенная[55].
- Daša Živković (Черногория) стала третьей вице-мисс и Мисс Туризм на конкурсе Мисс Интернешнл 2008.[56]
- В феврале 2008 года Президент организации Мисс Вселенная Паула Шугарт объявила, что Мисс Косово будет участвовать в конкурсе Мисс Вселенная 2008 во Вьетнаме.[57] Черногория и Сербия объявили бойкот участнице из Косово. Так как Вьетнам не имеет с Косово дипломатических отношений, Правительство Вьетнама разрешило ей участвовать в конкурсе.[58] Участие Мисс Косово, со стороны Сербии, и Черногория competed прошло без осложнений. Представительница Косово Zana Krasniqi вошла в число финалисток, заняв шестое место.
- Ингрид Мария Ривера, Мисс Пуэрто-Рико стала второй вице-мисс на конкурсе Мисс Мира 2005. Она также была Miss Global Queen 2003.[59]
- Шениз Вонг, Мисс Вселенная Сингапур 2008, участвовала в конкурсе Мисс Азия 1999, Miss Интернешнл 2002, и Мисс Мира 2005.[60]
- Марианна Крус, Мисс Доминиканская республика 2008 также участвовала в Мисс Континент Америка 2007.[61]
- Саша Скотт (Багамы) дочь Мисс Багамы 1982, Кристины Томпсон-Скотт, которая участвовала в Мисс Вселенная 1983.
- Дайана Мендоса, Мисс Венесуэла 2007 стала финалисткой конкурса Elite Model Look International 2001, в городе Ницца, Франция.[62]
- Саманта Тэджик, Мисс Вселенная Канада 2008 участвовала в конкурсе International Model Of The Year 2007 и также стала второй вице-мисс в конкурсе Miss Global Beauty Queen 2007.
- Барбара Татара(Мисс Польша) участвовала в конкурсе Мисс Земля 2007, на котором не добилась результата. Это первое участие Мисс Польши с 2006 года.
- Аруни Мадуша Раджапаксе (Мисс Шри-Ланка) стала полуфиналисткой на конкурсе Miss Интернешнл 2007.
- Ребекка Парчмент (Мисс Каймановы острова) участвовала в конкурсе Мисс Мира 2007, где добилась результата.
- Танзи Коэтзи  (Южная Африка), Ализе Пулисек (Бельгия), Лаура Танги (Франция), Алфина Насырова (Казахстан), Афина Джеймс (Антигуа и Барбуда), и Оливия Карей (Маврикий) также участвовали в конкурсе Мисс Мира 2008, на котором Танзи Коэтзи (Южная Африка) вошла в пятерку финалисток, Алфина Насырова (Казахстан) вошла в Top 15 , и , Ализе Пулисек (Бельгия), Лаура Танги (Франция) и Оливия Карей (Маврикий) не получили призовых мест.
- Элишка Бучкова (Чехия) будет участвовать в конкурсе Top Model of The World 2010.